# Stena Arctica
M/T Stena Arctica är världens största isklassade oljetanker. Den klarar att operera i is som är upp till en meter i tjocklek. Dock behöver den assistans för att bryta is, då fartygets möjligheter till detta är samma som för andra konventionella fartyg. Fartyget är även det största fartyget i den finska handelsflottan och ägs av rederiet Stena Bulk. Fartyget byggdes i Sydkorea av Hyundai Heavy Industries. Fartyget är i första hand tänkt att transportera olja från ryska Östersjöhamnar.
Stena Arctica döptes vid Amerikaskjulet i Göteborg den 27 januari 2006 och blev i samband med detta det största fartyg som någonsin besökt Göteborgs hamn.

## Beskrivning
Stena Arctica byggdes 2005 vid Hyundai Heavy Industries Co. Ltd och levererades 7 november 2005 till Stena Rederi AB, Göteborg. Den 26 januari 2006 förrättades dop vid Amerikaskjulet i Göteborgs hamn. Stena Arctica registrerades den 6 februari 2008 för Glacia Ltd, Helsingfors, Finland.

### Fartygsdata
| Längd:       | 250 m               |
| Bredd:       | 44 m                |
| Djupgående:  | 15,4 m              |
| Deplacement: | 117 100 dödviktston |